# 유제화형촛대
유제화형촛대(鍮製花形燭臺)는 조선에서 선교 활동을 한 토마스 홉스(Thomas Hobbs, 1880 ~ ?)가 사용하던 촛대이다. 2009년 10월 12일 대한민국의 국가등록문화재 제454호로 지정되었다.

## 개요
등잔걸이 형태의 놋쇠 재질의 촛대로 연꽃 형태의 좌대(座臺) 위에 촛대를 설치하고 두 개의 초꽂이를 얹었다. 높낮이 조절 가능한 촛대, 전통적 소재인 나비나 박쥐 대신 활짝 핀 꽃잎모양의 화선(火扇), 꽃잎의 형태를 부분으로 제작하여 조립할 수 있게 디자인한 연꽃형 좌대에서 근대적인 요소를 찾아볼 수 있다. 전체적으로 연꽃을 소재로 삼아 유기적으로 빚어낸 솜씨가 일품이다. 근대기 공예품이 실용성에서 미술공예로 변모되어 가는 흐름을 제작기법과 조형미를 통해 확인할 수 있어 역사적·공예적 가치가 크다.
1910년에 구세군 선교사로 조선에 들어와 1941년 일제에 의해 강제 추방될 때까지 선교활동을 한 토마스 홉스가 사용하던 촛대로서 그 후손이 1989년 5월 15일 이화국제재단을 통해 이화여자대학교에 기증한 것이다.

## 참고 자료
- 유제화형촛대 - 국가유산청 국가유산포털